# Walter Riester
Pour les articles homonymes, voir Riester.
Walter Riester, né le 27 septembre 1943 à Kaufbeuren, est un homme politique et syndicaliste allemand membre du Parti social-démocrate d'Allemagne (SPD).

## Biographie
En 1957, il commence une formation de carreleur, qu'il termine trois ans plus tard. Il exerce sa profession jusqu'à passer maître artisan en 1969.
À partir de cette même année et pendant un an, il suit des cours d'économie, de politique sociale et de droit du travail à l'Académie du travail, une fondation gérée par la Confédération allemande des syndicats (DGB), le Land de Hesse et la ville de Francfort-sur-le-Main.
Il est désormais conseiller aux entreprises pour les services financiers et siège au conseil de surveillance d'ArcelorMittal à Brême et au conseil de surveillance des services financiers de Union Investment.
Marié et père de deux enfants, Walter Riester se déclare sans confession.

## Vie politique

### Au sein du syndicat IG Metall
Il rejoint le syndicat IG Metall en 1957, au début de sa formation. Entre 1970 de 1977, il occupe le poste de secrétaire à la Jeunesse de la fédération du syndicat dans le Bade-Wurtemberg. En 1977, il devient secrétaire de la section d'IG Metall dans la ville de Geislingen an der Steige, puis mandataire un an plus tard. Il garde ce poste jusqu'en 1979.
L'année suivante, il est nommé secrétaire de la fédération régionale du syndicat, basée à Stuttgart. Il est élu chef d'IG Metall dans le Bade-Wurtemberg en 1988 et le reste jusqu'en 1993. Cette année, il est désigné second président fédéral du syndicat.

### Au niveau institutionnel et politique
En 1969, il adhère au Parti social-démocrate d'Allemagne (SPD). Il fait partie du comité directeur fédéral du parti de 1998 à 2009.
Le 22 octobre 1998, Walter Riester est nommé ministre fédéral du Travail et de l'Ordre social dans la coalition rouge-verte de Gerhard Schröder. Son mandat est marqué par la mise en place des Pensions Riester, un système d'allocations sociales financées par les fonds de pension. Il est élu député du Bade-Wurtemberg au Bundestag grâce au scrutin de liste lors des élections du 22 septembre 2002. Il n'est toutefois pas reconduit dans ses fonctions gouvernementales, son ministère étant scindé en deux entre le ministère fédéral de l'Économie et du Travail et le ministère fédéral de la Santé et de la Sécurité sociale le 22 octobre suivant.
Réélu aux élections anticipées du 18 septembre 2005, il devient vice-président du groupe de travail du groupe SPD au Bundestag sur la coopération économique et le développement. Il ne s'est pas représenté au scrutin du 27 septembre 2009.